# Pietro Pace
Pietro Pace (segle XVII) fou un compositor italià.
Va ser organista de la Santa Casa de Loreto, i se li deuen diverses composicions, entre elles: Il primo libro de' Motetti... con un Magnificat a due voci (Venècia, 1613); Madrigali a quattro ed a cinquè voci, parte con simfonia se piace, e parte senza... (Venècia, 1617); Motetti a 4, 5 e 6 voci co'l Dixit et Magnificat (Venècia, 1619, i Il sesto libro de' Motetti...co'l Dixit, Laudate pueri et Magnificat (Venècia, 1839).